# آندره کوربلو
آندره کوربلو (زادهٔ ۱۳ اکتبر ۲۰۰۱) با نام کامل آندره ژائل کوربلو رودریگز یک بسکتبالیست اهل پورتوریکو است که برای تیم «گلدن اگلز» در مسابقات کمربند خورشید بازی می‌کند. او قبلاً برای ایلینوی فایتینگ ایلینی و سنت جانز رد استورم بازی کرده است. کوربلو بازیکن تیم ملی پورتوریکو است. او اغلب در پست شماره یک یا گارد پوینت بازی می‌کند.

## زندگی
کوربلو در سال ۲۰۰۱ در شهر وگا باجا، پورتوریکو زاده شد. پدر کوربلو، جوئل، یک بسکتبالیست حرفه‌ای بود و در المپیک تابستانی ۱۹۹۶ در تیم ملی پورتوریکو بازی می‌کرد. مادرش، خوان رودریگز نیز بازیکن تیم ملی هندبال زنان پورتوریکو بود. همچنین عمه او سابقه بازی در تیم ملی بسکتبال زنان پورتوریکو را داشت. او بسکتبال را در چهار سالگی شروع کرد آندره کوربلو در ۱۳ سالگی از پورتوریکو به آمریکا مهاجرت کرد. کوربلو پس از مهاجرت به آمریکا در دبیرستان لوتری لانگ آیلند در نیویورک تحصیل کرد. او در دبیرستان به دلیل عدم تسلط کامل به زبان انگلیسی و دچار مشکل بود. اما در ورزش بسکتبال مورد توجه واقع شد. کوربلو در مسابقات جوانان با میانگین ۱۵٫۵ امتیاز، ۸ ریباند، ۹ پاس منجر به گل و ۴ توپ ربایی در هر بازی به دست آورد و به عنوان بازیکن سال مجله نیوزدی انتخاب شد. او تا سال ۲۰۱۹ در تیم لوتری لانگ آیلند باقی ماند. در آوریل. ۲۰۱۹ کوربلو برای تیم منتخب جهان در مسابقات نایک هوپ در پورتلند، اورگان بازی کرد. در ۱ نوامبر ۲۰۱۹، او به ایلینویز پیوست. کوبرلو در این فصل پیشنهادهایی از اورگان، فلوریدا، کانزاس و لوئیزویل را دریافته بود و اما ایلینویز را انتخاب.

## دوران حرفه‌ای
باشگاهی
کوربلو در فصل ۲۰۲۰–۲۰۲۱ به تیم بسکتبال ایلینوی پیوست. او اولین بازی خود را مقابل کارولینای شمالی انجام داد و ۱۹ دقیقه در زمین بازی کرد. او با ۸ امتیاز و ۶ پاس گل در پیروزی تیمش نقش داشت. در مقابل شیکاگو استیت، کوربلو با کسب ۱۸ امتیاز در دوران حرفه‌ای خود، ۷ ریباند در برد ۹۷–۳۸ ایلینی به دست آورد. کربلو در آخرین بازی فصل مقابل اوهایو استیت، کوربلو ۲۹ دقیقه بازی کرد و با ۱۹ امتیاز برای تیمش به دست آورد که رکورد جدیدی را در دوران حرفه‌ای او بود.
او در فصل ۲۰۲۱–۲۰۲۲ به دلیل مصدومیت اولین بازی در مقابل جکسون استیت از دست داد. در مقابل کانزاس استیت نیز دقایق محدودی بازی کرد کوربلو ۱۹ بازی در طول فصل انجام داد که میانگین ۱۹٫۳ دقیقه و ۷٫۳ امتیاز در هر بازی را ثبت کرد. او در پایان این فصل اعلام کرد که تصمیم گرفته است ایلینوی را ترک کند. او سپس به تیم سنت جونز پیوست. او در این تیم نیز نتوانست نتایج قابل توجه‌ای را به دست آورد در نتیجه از این این جدا شد و به «گلدن اگلز» میسیسیپی پیوست.
ملی
در سال ۲۰۱۶، کوربلو با تیم کلی پورتوریکو در مسابقات قهرمانی سنتروباسکت زیر ۱۵ سال به مقام قهرمانی رسید. او با میانگین ۱۶٫۵ امتیاز، ۷ ریباند و ۶٫۵ پاس منجر به گل در هر بازی نقش مهمی در این قهرمانی داشت. یک سال بعد این بازیکن مسابقات قهرمانی زیر ۱۶ سال فیبا آمریکا در سال ۲۰۱۷ در آرژانتین، به مدال برنز مسابقات دست یافت. کوربلو با ایم زیر ۱۷ سال پورتوریکو در توانست یکبار دیگر این مقام را تکرار کند. او در جام جهانی زیر ۱۹ سال ۲۰۱۹ در یونان در جایگاه ششم قرار گرفت.
آمارها
| سال     | تیم           | بازی‌های انجام داده | بازی‌های انجام داده به عنوان بازیکن شروع‌کننده | میانگین دقایق بازی | درصد پرتاب منطقه‌ای٪ | درصد پرتاب منطقه‌ای ۳ امتیازی٪ | درصد پرتاب آزاد٪ | میانگین ریباندها در هر بازی | میانگین پاس‌های منجر به امتیاز در هر بازی | میانگین توپ ربایی‌ها در هر بازی | میانگین بلاک‌ها در هر بازی | میانگین امتیازات در هر بازی |
| ------- | ------------- | ------------------ | -------------------------------------------- | ------------------ | ------------------- | ----------------------------- | ---------------- | --------------------------- | ---------------------------------------- | ------------------------------ | ------------------------- | --------------------------- |
| ۲۰۲۰–۲۱ | Illinois      | ۳۱                 | ۰                                            | ۲۱٫۵               | .۴۹۸                | .۱۶۱                          | .۷۲۸             | ۴٫۰                         | ۴٫۲                                      | .۹                             | .۱                        | ۹٫۱                         |
| ۲۰۲۱–۲۲ | Illinois      | ۱۹                 | ۴                                            | ۱۹٫۳               | .۳۲۹                | .۱۷۶                          | .۷۴۵             | ۳٫۱                         | ۳٫۲                                      | .۷                             | .۱                        | ۷٫۵                         |
| ۲۰۲۲–۲۳ | St. John's    | ۲۶                 | ۱۶                                           | ۲۷٫۳               | .۴۲۴                | .۲۹۴                          | .۷۰۵             | ۲٫۸                         | ۴٫۳                                      | ۲٫۰                            | .۲                        | ۹٫۶                         |
| ۲۰۲۳–۲۴ | Southern Miss | ۱۲                 | ۹                                            | ۲۷٫۰               | .۴۵۵                | .۲۵۰                          | .۶۶۷             | ۴٫۳                         | ۳٫۸                                      | ۱٫۶                            | .۰                        | ۱۳٫۶                        |
| Career  | Career        | ۸۸                 | ۲۹                                           | ۲۳٫۵               | .۴۳۲                | .۲۱۸                          | .۷۱۲             | ۳٫۵                         | ۳٫۹                                      | ۱٫۳                            | .۱                        | ۹٫۵                         |